# Carcaliu
Carcaliu é uma comuna romena localizada no distrito de Tulcea, na região de Dobruja. A comuna possui uma área de 29.49 km² e sua população era de 3191 habitantes segundo o censo de 2007.